# Scrisorile prietenului
Scrisorile prietenului este un film românesc dramatic de televiziune din 1997 regizat de Mircea Veroiu și scris de Veroiu și Stelian Stativă.  Rolurile principale au fost interpretate de actorii Mircea Albulescu, Cristian Iacob, Ilinca Goia și Liviu Lucaci. Scenariul este inspirat de povestirile „Cel Mare” și „Farul” de  Anatol E. Baconsky.
A fost produs de Studioul de Film al TVR.

## Distribuție
- Cristian Iacob - Prietenul
- Mircea Albulescu
- Ilinca Goia - Fata frumoasă / Actrița
- Ștefan Sileanu
- Petre Lupu
- Doina Ghițescu - patroana "Casei Albastre"
- Liviu Lucaci
- Valeriu Popescu